# Список птахів Східного Тимору
Це перелік видів птахів, зафіксованих на території Східного Тимору. Авіфауна Східного Тимору налічує загалом 279 видів, з яких 4 були інтродуковані людьми.

## Позначки
Наступні теги використані для виділення деяких категорій птахів.
- (А) Випадковий — вид, який рідко або випадково трапляється в Східному Тиморі
- (I) Інтродукований — вид, завезений до Східного Тимору як наслідок, прямих чи непрямих людських дій

## Пірникозоподібні(Podicipediformes)
Родина: Пірникозові (Podicipedidae)
- Пірникоза мала, Tachybaptus ruficollis
- Пірникоза австралійська, Tachybaptus novaehollandiae

## Буревісникоподібні(Procellariiformes)
Родина: Буревісникові (Procellariidae)
- Bulweria capense (A)
- Бульверія тонкодзьоба, Bulweria bulwerii
- Буревісник тихоокеанський, Calonectris leucomelas
- Буревісник клинохвостий, Ardenna pacificus

Родина: Качуркові (Hydrobatidae)
- Качурка Матсудайра, Oceanodroma matsudairae
- Океанник білобровий, Pelagodroma marina (A)

## Фаетоноподібні(Phaethontiformes)
Родина: Фаетонові (Phaethontidae)
- Фаетон білохвостий, Phaethon lepturus
- Фаетон червонохвостий, Phaethon rubricauda

## Сулоподібні(Suliformes)
Родина: Сулові (Sulidae)
- Сула червононога, Sula sula
- Сула білочерева, Sula leucogaster
- Сула жовтодзьоба, Sula dactylatra

Родина: Бакланові (Phalacrocoracidae)
- Баклан строкатий, Microcarbo melanoleucos
- Баклан індонезійський, Phalacrocorax sulcirostris

Родина: Змієшийкові (Anhingidae)
- Змієшийка австралійська, Anhinga novaehollandiae

Родина: Фрегатові (Fregatidae)
- Фрегат-арієль, Fregata ariel
- Фрегат малазійський, Fregata andrewsi (A)
- Фрегат тихоокеанський, Fregata minor

## Пеліканоподібні(Pelecaniformes)
Родина: Чаплеві (Ardeidae)
- Чапля суматранська, Ardea sumatrana
- Чапля руда, Ardea purpurea
- Чепура велика, Ardea alba
- Чепура середня, Ardea intermedia
- Чепура строката, Egretta picata
- Чепура австралійська, Egretta novaehollandiae
- Чепура мала, Egretta garzetta
- Чепура тихоокеанська, Egretta sacra
- Чапля єгипетська, Bubulcus ibis
- Чапля яванська, Ardeola speciosa
- Чапля мангрова, Butorides striata
- Квак, Nycticorax nycticorax
- Квак каледонський, Nycticorax caledonicus
- Бугайчик китайський, Ixobrychus sinensis
- Бугайчик амурський, Ixobrychus eurhythmus (A)
- Бугайчик рудий, Ixobrychus cinnamomeus
- Бугайчик чорний, Ixobrychus flavicollis

Родина: Ібісові (Threskiornithidae)
- Коровайка, Plegadis falcinellus
- Ібіс молуцький, Threskiornis moluccus (A)
- Косар королівський, Platalea regia

## Гусеподібні(Anseriformes)
Родина: Качкові (Anatidae)
- Свистач філіппінський, Dendrocygna arcuata
- Галагаз-раджа, Radjah radjah (A)
- Чирянка-крихітка чорношия, Nettapus pulchellus
- Крижень австралійський, Anas superciliosa
- Чирянка сіра, Anas gibberifrons
- Чирянка світлогорла, Anas gracilis
- Чернь австралійська, Aythya australis
- Чирянка велика, Spatula querquedula (A)

## Яструбоподібні(Accipitriformes)
Родина: Скопові (Pandionidae)
- Скопа, Pandion haliaetus

Родина: Яструбові (Accipitridae)
- Шуляк австралійський, Aviceda subcristata
- Осоїд чубатий, Pernis ptilorhynchus
- Шуліка чорноплечий, Elanus caeruleus
- Шуліка чорний, Milvus migrans
- Шуліка королівський, Haliastur indus
- Орлан білочеревий, Haliaeetus leucogaster
- Змієїд, Circaetus gallicus
- Орел-карлик яструбиний, Aquila fasciata
- Яструб китайський, Accipiter soloensis
- Яструб японський, Accipiter gularis
- Яструб бурий, Accipiter fasciatus
- Канюк яструбиний, Butastur indicus
- Circus assimilis (A)

## Соколоподібні(Falconiformes)
Родина: Соколові (Falconidae)
- Боривітер молуцький, Falco moluccensis
- Боривітер австралійський, Falco cenchroides
- Підсоколик великий, Falco subbuteo (A)
- Підсоколик австралійський, Falco longipennis
- Сапсан, Falco peregrinus

## Куроподібні(Galliformes)
Родина: Великоногові (Megapodiidae)
- Великоніг австралійський, Megapodius reinwardt

Родина: Фазанові (Phasianidae)
- Перепілка бура, Synoicus ypsilophorus
- Перепілка китайська, Synoicus chinensis
- Курка банківська, Gallus gallus

## Журавлеподібні(Gruiformes)
Родина: Пастушкові (Rallidae)
- Пастушок смугастий, Gallirallus philippensis
- Пастушок рудоголовий, Lewinia striata
- Багновик білогрудий, Amaurornis phoenicurus
- Погонич білобровий, Poliolimnas cinereus
- Погонич-крихітка, Zapornia pusilla (A)
- Погонич індійський, Zapornia fusca
- Погонич австралійський, Zapornia tabuensis
- Султанка зондська, Porphyrio indicus
- Султанка австралійська, Porphyrio melanotus
- Курочка водяна, Gallinula chloropus
- Курочка чорна, Gallinula tenebrosa
- Лиска звичайна, Fulica atra

## Сивкоподібні(Charadriiformes)
Родина: Триперсткові (Turnicidae)
- Триперстка тонкодзьоба, Turnix maculosa

Родина: Яканові (Jacanidae)
- Якана гребінчаста, Irediparra gallinacea

Родина: Мальованцеві (Rostratulidae)
- Мальованець афро-азійський, Rostratula benghalensis (A)

Родина: Чоботарові (Recurvirostridae)
- Кулик-довгоніг строкатий, Himantopus leucocephalus

Родина: Лежневі (Burhinidae)
- Лежень рифовий, Esacus magnirostris

Родина: Дерихвостові (Glareolidae)
- Дерихвіст забайкальський, Glareola maldivarum
- Дерихвіст австралійський, Stiltia isabella

Родина: Сивкові (Charadriidae)
- Чайка білошия, Vanellus miles (A)
- Сивка бурокрила, Pluvialis fulva
- Сивка морська, Pluvialis squatarola
- Пісочник малий, Charadrius dubius
- Пісочник морський, Charadrius alexandrinus (A)
- Пісочник яванський, Charadrius javanicus (A)
- Пісочник малазійський, Charadrius peronii
- Пісочник монгольський, Charadrius mongolus (V)
- Пісочник товстодзьобий, Charadrius leschenaultii
- Пісочник довгоногий, Charadrius veredus
- Пісочник рудоголовий, Charadrius ruficapillus (S)

Родина: Баранцеві (Scolopacidae)
- Баранець азійський, Gallinago stenura
- Баранець лісовий, Gallinago megala
- Баранець звичайний, Gallinago gallinago
- Неголь азійський, Limnodromus semipalmatus
- Грицик великий, Limosa limosa
- Грицик малий, Limosa lapponica
- Кульон-крихітка, Numenius minutus (S)
- Кульон середній, Numenius phaeopus
- Кульон великий, Numenius arquata
- Кульон східний, Numenius madagascariensis
- Коловодник звичайний, Tringa totanus
- Коловодник чорний, Tringa erythropus (A)
- Коловодник ставковий, Tringa stagnatilis
- Коловодник великий, Tringa nebularia
- Коловодник болотяний, Tringa glareola
- Коловодник попелястий, Tringa brevipes
- Мородунка, Xenus cinereus
- Набережник, Actitis hypoleucos
- Крем'яшник звичайний, Arenaria interpres
- Побережник великий, Calidris tenuirostris
- Побережник ісландський, Calidris canutus
- Побережник білий, Calidris alba
- Побережник рудоголовий, Calidris ruficollis
- Побережник довгопалий, Calidris subminuta
- Побережник гострохвостий, Calidris acuminata
- Побережник червоногрудий, Calidris ferruginea
- Побережник арктичний, Calidris melanotos (A)
- Побережник болотяний, Calidris falcinellus
- Брижач, Calidris pugnax
- Плавунець круглодзьобий, Phalaropus lobatus

Родина: Поморникові (Stercorariidae)
- Поморник середній, Stercorarius pomarinus
- Поморник короткохвостий, Stercorarius parasiticus (A)

Родина: Мартинові (Laridae)
- Мартин звичайний, Chroicocephalus ridibundus (A)
- Крячок чорнодзьобий, Gelochelidon nilotica
- Крячок каспійський, Hydroprogne caspia
- Крячок бенгальський, Thalasseus bengalensis
- Крячок жовтодзьобий, Thalasseus bergii
- Крячок індонезійський, Sterna sumatrana
- Крячок річковий, Sterna hirundo
- Крячок малий, Sternula albifrons
- Крячок бурокрилий, Onychoprion anaethetus
- Крячок строкатий, Onychoprion fuscatus
- Крячок білощокий, Chlidonias hybrida
- Крячок білокрилий, Chlidonias leucopterus
- Крячок бурий, Anous stolidus

## Голубоподібні(Columbiformes)
Родина: Голубові (Columbidae)
- Горлиця ветарська, Macropygia magna
- Горлиця яванська, Macropygia ruficeps
- Turacoena modesta
- Chalcophaps indica
- Chalcophaps longirostris
- Geopelia maugeus
- Gallicolumba hoedtii
- Вінаго тиморський, Treron psittaceus
- Тілопо чорнокрилий, Ptilinopus cinctus
- Тілопо королівський, Ptilinopus regina
- Пінон рожевоголовий, Ducula rosacea
- Пінон тиморський, Ducula cineracea
- Пінон двобарвний, Ducula bicolor (A)
- Голуб сизий, Columba livia
- Columba vitiensis
- Streptopelia bitorquata
- Горлиця китайська, Spilopelia chinensis

## Папугоподібні(Psittaciformes)
Родина: Какадові (Cacatuidae)
- Какаду короткочубий, Cacatua sulphurea

Родина: Psittaculidae
- Лорі танімбарський, Eos reticulata (A)
- Лорікет золотоволий, Trichoglossus capistratus
- Лорікет оливковий, Trichoglossus euteles
- Лорікет тиморський, Saudareos iris
- Папуга-червонокрил тиморський, Aprosmictus jonquillaceus
- Лоріто червоноголовий, Geoffroyus geoffroyi
- Папуга-червонодзьоб чорноплечий, Tanygnathus megalorynchos

## Зозулеподібні(Cuculiformes)
Родина: Зозулеві (Cuculidae)
- Коель східний, Eudynamys orientalis
- Зозуля-велет, Scythrops novaehollandiae
- Зозуля глуха, Cuculus saturatus
- Зозуля зондська, Cuculus lepidus
- Зозуля сибірська, Cuculus optatus
- Зозуля бліда, Cacomantis pallidus
- Кукавка австралійська, Cacomantis variolosus
- Дідрик рудохвостий, Chrysococcyx basalis
- Дідрик смугастощокий, Chrysococcyx lucidus
- Дідрик зеленоголовий, Chrysococcyx minutillus
- Коукал малий, Centropus bengalensis
- Коукал смугастохвостий, Centropus phasianinus

## Совоподібні(Strigiformes)
Родина: Сипухові (Tytonidae)
- Сипуха, Tyto alba

Родина: Совові (Strigidae)
- Сова-голконіг тиморська, Ninox fusca

## Дрімлюгоподібні(Caprimulgiformes)
Родина: Дрімлюгові (Caprimulgidae)
- Дрімлюга великохвостий, Caprimulgus macrurus
- Дрімлюга савановий, Caprimulgus affinis
- Caprimulgus ritae

## Серпокрильцеві(Apodiformes)
Родина: Серпокрильцеві (Apodidae)
- Салангана малосундайська, Collocalia neglecta
- Салангана сундайська, Aerodramus fuciphagus
- Колючохвіст білогорлий, Hirundapus caudacutus
- Серпокрилець сибірський, Apus pacificus (S)
- Серпокрилець непальський, Apus nipalensis

## Сиворакшоподібні(Coraciiformes)
Родина: Рибалочкові (Alcedinidae)
- Рибалочка блакитний, Alcedo atthis
- Альціон священний, Todiramphus sanctus
- Альціон білошиїй, Todiamphus chloris
- Альціон тиморський, Todiramphus australasia

Родина: Бджолоїдкові (Meropidae)
- Бджолоїдка синьохвоста, Merops philippinus
- Бджолоїдка райдужна, Merops ornatus

Родина: Сиворакшові (Coraciidae)
- Широкорот східний, Eurystomus orientalis

## Горобцеподібні(Passeriformes)
Родина: Пітові (Pittidae)
- Піта жовтоброва, Pitta elegans

Родина: Жайворонкові (Alaudidae)
- Фірлюк яванський, Mirafra javanica

Родина: Ластівкові (Hirundinidae)
- Ластівка сільська, Hirundo rustica
- Ластівка південноазійська, Hirundo tahitica
- Ластівка синьоголова, Cecropis striolata
- Ясківка тасманійська, Petrochelidon ariel
- Ясківка лісова, Petrochelidon nigricans

Родина: Плискові (Motacillidae)
- Плиска жовта, Motacilla flava
- Плиска аляскинська, Motacilla tschutschensis
- Плиска гірська, Motacilla cinerea
- Щеврик іржастий, Anthus rufulus
- Щеврик сибірський, Anthus gustavi

Родина: Личинкоїдові (Campephagidae)
- Шикачик масковий, Coracina novaehollandiae
- Шикачик сріблистий, Coracina personata
- Шикачик тонкодзьобий, Edolisoma tenuirostre
- Оругеро білокрилий, Lalage sueurii

Родина: Бюльбюлеві (Pycnonotidae)
- Бюльбюль індокитайський, Pycnonotus aurigaster (I)
- Бюльбюль широкобровий, Pycnonotus goiavier (I)

Родина: Pnoepygidae
- Тимелія-куцохвіст мала, Pnoepyga pusilla

Родина: Дроздові (Turdidae)
- Квічаль чорношиїй, Geokichla dohertyi
- Квічаль тиморський, Geokichla peronii
- Квічаль індонезійський, Zoothera andromedae
- Дрізд мінливоперий, Turdus poliocephalus

Родина: Тамікові (Cisticolidae)
- Таміка віялохвоста, Cisticola juncidis
- Таміка золотоголова, Cisticola exilis

Родина: Cettiidae
- Очеретянка-куцохвіст тиморська, Urosphena subulata
- Очеретянка сундайська, Horornis vulcania

Родина: Кобилочкові (Locustellidae)
- Матата руда, Cincloramphus timoriensis
- Тиморія, Cincloramphus bivittatus
- Куцокрил яванський, Locustella timorensis

Родина: Очеретянкові (Acrocephalidae)
- Очеретянка східна, Acrocephalus orientalis
- Очеретянка південна, Acrocephalus stentoreus

Родина: Вівчарикові (Phylloscopidae)
- Вівчарик шелюговий, Phylloscopus borealis
- Вівчарик білогорлий, Phylloscopus presbytes
- Скриточуб жовтогрудий, Phylloscopus montis

Родина: Мухоловкові (Muscicapidae)
- Алікорто малий, Brachypteryx leucophris
- Мухоловка білоброва, Ficedula hyperythra
- Мухоловка широкоброва, Ficedula westermanni
- Мухоловка тиморська, Ficedula timorensis
- Нільтава гіацинтова, Cyornis hyacinthinus
- Трав'янка чорна, Saxicola caprata
- Трав'янка тиморська, Saxicola gutturalis

Родина: Віялохвісткові (Rhipiduridae)
- Віялохвістка північна, Rhipidura rufiventris
- Віялохвістка арафурська, Rhipidura dryas

Родина: Монархові (Monarchidae)
- Монарх сіроголовий, Monarcha cinerascens
- Монарх рудоволий, Symposiachrus trivirgatus
- Скунда австралійська, Grallina cyanoleuca (A)
- Міагра рудошия, Myiagra ruficollis

Родина: Свистунові (Pachycephalidae)
- Свистун тиморський, Pachycephala orpheus
- Свистун серамський, Pachycephala macrorhyncha

Родина: Шиподзьобові (Acanthizidae)
- Ріроріро білочеревий, Gerygone inornata

Родина: Нектаркові (Nectariniidae)
- Маріка помаранчевогруда, Cinnyris solaris

Родина: Квіткоїдові (Dicaeidae)
- Квіткоїд товстодзьобий, Dicaeum agile
- Квіткоїд чорноспинний, Dicaeum maugei
- Квіткоїд темно-сірий, Dicaeum sanguinolentum

Родина: Окулярникові (Zosteropidae)
- Гелея строкатогруда, Heleia muelleri
- Окулярник японський, Zosterops japonicus
- Окулярник сумбейський, Zosterops citrinella

Родина: Медолюбові (Meliphagidae)
- Медовець мангровий, Lichmera limbata
- Медовець тиморський, Lichmera flavicans
- Медовичка тиморська, Myzomela vulnerata
- Медолюб тиморський, Territornis reticulata
- Медівник тиморський, Philemon inornatus
- Медівник рогодзьобий, Philemon buceroides

Родина: Вивільгові (Oriolidae)
- Вивільга оливковоголова, Oriolus melanotis
- Телюга тиморська, Sphecotheres viridis

Родина: Сорокопудові (Laniidae)
- Сорокопуд довгохвостий, Lanius schach

Родина: Дронгові (Dicruridae)
- Дронго середній, Dicrurus densus

Родина: Ланграйнові (Artamidae)
- Ланграйн білогрудий, Artamus leucorynchus
- Ланграйн чорнощокий, Artamus cinereus

Родина: Воронові (Corvidae)
- Ворона великодзьоба, Corvus macrorhynchos

Родина: Шпакові (Sturnidae)
- Шпак-малюк короткохвостий, Aplonis minor
- Майна світлочерева, Acridotheres cinereus (I)

Родина: Астрильдові (Estrildidae)
- Бенгалик червоний, Amandava amandava
- Діамантник зебровий, Taeniopygia guttata
- Папужник тиморський, Erythrura tricolor
- Мунія молуцька, Lonchura molucca
- Мунія іржаста, Lonchura punctulata
- Мунія темноголова, Lonchura quinticolor
- Мунія бліда, Lonchura pallida
- Рисівка тиморська, Padda fuscata

Родина: Горобцеві (Passeridae)
- Горобець польовий, Passer montanus (I)